# Joyce Brabner
Pour les articles homonymes, voir Brabner.
Joyce Brabner, née le 1er mars 1952 à Newark dans le Delaware et morte le 2 août 2024, est une autrice américaine de comics.

## Biographie
Joyce Brabner naît le 1er mars 1952 à Newark dans le Delaware. Quoique dans son enfance, elle s'intéressât aux comics, dont Mad, elle délaisse plus tard ceux-ci. Elle s'installe dans le Delaware où elle s'occupe de prisonniers, d'enfants en danger ; elle fonde une association culturelle d'aide aux détenus et dirige le Rondo Hatton Center for the Deforming Arts un petit théâtre à Wilmington. Elle rencontre deux personnes qui vivent dans le milieu des comics et, lassée de travailler dans l'univers de la justice, elle commence à dessiner des costumes pour des conventions de comics. De fil en aiguille, elle devient copropriétaire d'un magasin de comics et de costumes. Là elle découvre l'œuvre d'Harvey Pekar avec qui elle commence à entretenir une liaison épistolaire. Ceci aboutit à une rencontre où ils décident de se marier. Le mariage a lieu lors de leur troisième rendez-vous. Il s'agit du second mariage de Joyce Brabner et du troisième d'Harvey Pekar.
Joyce Brabner s'occupe alors de la promotion des comics de son mari qui étaient déficitaires. Elle habille des poupées avec des morceaux de vêtements de Pekar et les présente à des distributeurs de comics. Cette publicité originale retient l'attention et les comics de Pekar sont mieux distribués et parviennent à être bénéficiaires.
En plus d'aider son mari, Brabner édite et écrit des comics. Ainsi, elle est responsable du comics Real War Stories publié par Eclipse et où se retrouvent les noms de Mike W. Barr, Steve Bissette, Brian Bolland, Paul Mavrides, Dean Motter, Denny O'Neil et John Totleben. Ce comics dont une partie des recettes est reversée à une association d'objecteurs de conscience déplaît au ministère de la défense et à celui de la justice qui cherchent à l'interdire dans les lycées. L'association attaque en justice une école qui avait interdit la diffusion du comics dans ses murs. Le procès se résout lorsque le ministère de la défense abandonne la plainte après que la véracité des récits autobiographiques constituant le comics a été prouvée.
En 1988, Joyce Brabner participe à l'écriture du comics Brought to light. La première partie Shadowplay: The Secret Team est écrite par Alan Moore et dessinée par Bill Sienkiewicz. Brabner écrit la seconde Flashpoint: The LA Penca Bombing dessinée par Tom Yeates.
Joyce Brabner travaille sur d'autres comics mais tous ont en commun de ne pas être juste une fiction divertissante. Ainsi, elle est scénariste de Activists! et d'un comics Animal Rights Comics en soutien à PETA, elle participe aussi à Strip AIDS et à un livre intitulé Cambodia, USA. En 1994, avec Harvey Pekar et Frank Stack, elle réalise un comics intitulé Our Cancer Year qui en 1995 reçoit un Prix Eisner.
En 2008, elle participe au comics The Beats avec Pekar et Ed Piskor. En 2011, elle reçoit un prix Inkpot. En 2012, elle termine et édite deux comics inachevés d'Harvey Pekar : Harvey Pekar's Cleveland (Zip Comics/Top Shelf 2012) et Not the Israel My Parents Promised Me. En 2014, elle écrit Second Avenue Caper: When Goodfellas, Divas, and Dealers Plotted Against the Plague qui reçoit un prix Lambda Literary,.
Elle meurt le 2 août 2024, âgée de 72 ans.

## Ouvrages
- Real War Stories (Eclipse Comics, 1987–91)
- Brought to Light (Eclipse Comics, 1989)  (ISBN 0-913035-67-X)
- Our Cancer Year (Running Press, 1994)
- Activists! (Stabur Press, 1995)
- Animal Rights Comics (Stabur Press, 1996)
- Second Avenue Caper: When Goodfellas, Divas, and Dealers Plotted Against the Plague (Hill and Wang, 2014)

## Distinctions
- 1995 : Prix Eisner pour Our Cancer Year
- 2011 : Prix Inkpot[8]